# 모험 영화
모험 영화(冒險映畵, adventure film)는 광범위한 영화 장르이다. 일부 초기 장르 연구는 모험 영화가 서부 영화와 다르지 않다고 보거나, 할리우드 모든 장르를 포괄할 수 있다고 주장했다. 역사가인 브라이언 테이브스와 이언 캐머런은 이 장르가 영화 관객에게 시간과 공간적으로 멀리 떨어진 배경을 요구하며, 세상에서 옳은 일을 하려고 노력하는 긍정적인 영웅을 포함한다는 공통점을 발견했다. 테이브스 같은 일부 비평가들은 장르를 자연주의적 배경으로 제한하는 반면, 이본 태스커는 그렇게 하면 레이더스 (1981년)와 같은 영화가 장르에서 제외될 것이라고 생각했다. 태스커는 이 장르의 대부분 영화가 이국적인 배경의 판타지 세계 안에 위치한 서사를 특징으로 하며, 종종 트레저 헌터나 신화적인 물건을 찾는 등장인물의 퀘스트에 의해 전개된다고 보았다. 이 장르는 액션 영화와 밀접하게 연관되어 있으며, 때로는 해당 장르와 상호 교환적으로 또는 병행하여 사용되기도 한다.
배경과 시각 효과는 모험 영화의 핵심 요소이다. 이는 잃어버린 세계 (1925년)와 킹콩 (1933년)과 같은 초기 기술 시연작부터 다양하게 나타났다. 이 영화들은 이국적인 장소를 아름답고도 위험하게 설정했다. 이는 할리우드 모험 영화의 지속적인 추세가 되었다. 다른 주요 할리우드 스타일은 검은 해적 (1926년)과 쾌걸 조로 (1920년)와 같은 초기 영화들로 대표되는 역사 모험 영화였으며, 덜 강렬한 폭력을 특징으로 한다. 역사 모험 영화는 1950년대 중반까지 할리우드의 인기 장르였다. 역사 모험 영화가 패러디되거나 매우 캠프적인 방식으로 제시되는 동안, 시각 효과 위주의 모험 영화는 스타워즈 (1977년)와 레이더스 (1981년)와 같은 영화와 함께 1970년대 후반부터 시장을 지배하기 시작했다. 이러한 추세는 21세기까지 계속되었다.

## 특징
모험 영화는 광범위한 영화 장르이다. 장르에 대한 초기 저술은 광범위한 분류를 가졌다. 비평가 앙드레 바쟁은 1950년대에 "호팰롱 캐시디와 타잔은 그들의 의상과 재능을 보여주는 장소를 제외하고는 아무런 차이가 없다"고까지 말했다. 이언 캐머런은 1973년 저서 《영화 속 모험》에서 "모험은 특정 장르에 국한되지 않는다. [...] 그것은 거의 모든 종류의 스토리 영화에 나타나는 특성이다. 사실 가장 분명한 모험 영화인 검과 가슴의 서사극은 대개 가장 흥미롭지 않은 것들 중 하나이다."라고 말했다. 미국 역사가 브라이언 테이브스는 1993년에 장르를 이렇게 광범위하게 적용하면 무의미해질 것이라고 썼다.
테이브스와 캐머런 모두 장르가 관객에게 시간과 공간적으로 멀리 떨어진 배경을 요구한다고 말했다. 캐머런은 명확하게 정의된 모험 장르의 개념을 반박했지만, 영화 속 액션 장면에서 유발되는 "모험에 대한 긍정적인 느낌"과 주인공과의 동일시를 묘사하는 영화에 대해 말했다. 테이브스는 이에 동조하며, 이국적인 과거에서 정의로운 정부를 위해 용감하게 싸우는 로빈 후드 캐릭터를 예시로 들었다.
테이브스는 1993년 저서 《모험의 로맨스: 역사 모험 영화의 장르》에서 역사 모험과 관련하여 장르를 정의하고, 레이더스 (1981년)와 같은 판타지 배경의 영화는 인간의 주체성을 넘어선 초자연적인 요소를 포함하므로 명시적으로 제외해야 한다고 말했다. 테이브스는 "모험과 달리 판타지는 사건이 물리적 현실과 인간 가능성의 한계를 위반하는 저승 세계를 제시한다"고 썼다. 비교적으로, 영국 모험 영화에 대한 개요에서 제임스 채프먼은 모험 영화는 허구적인 서사로 정의되며, 줄루 (1964년)와 아라비아의 로렌스 (1962년)와 같은 역사적 사건 및 인물에 기반한 영화는 역사 영화와 전쟁 영화와 같은 다른 유형의 서사에 속한다고 보며 제외했다. 채프먼은 장르의 복잡한 본질을 요약하며, "모험 영화는 대부분의 장르보다 덜 명확하게 정의된다. 실제로 이것이 영화 역사가들이 이 장르를 거의 다루지 않은 이유 중 하나일 수 있다."라고 말했다. 그는 이 스타일을 그 자체로 별개의 장르가 아니라, 다양한 관련 서사 형식을 포괄하는 유연하고 포괄적인 범주로 묘사했다.
영국 작가이자 학자인 이본 태스커는 2015년 저서 《할리우드 액션 및 모험 영화》에서 모험 영화는 이국적인 배경의 환상 속에 위치한 이야기를 암시한다고 썼다. 그녀는 이 영화들이 종종 솔로몬 왕의 보고 (1950년) 또는 레이더스 (1981년)와 같은 영화에서 볼 수 있듯이, 등장인물이 신화적인 물건이나 엄청난 보물을 찾는 퀘스트 서사를 적용한다고 보았다. 태스커는 더 넓은 의미의 장르를 선택했으며, 테이브스의 한계에 대해 언급하면서 잠재적으로 다양한 텍스트 묶음에 장르적 한계를 두는 것은 이해할 수 있는 충동이지만, 그녀가 "가장 넓은 의미의 용어로 모험처럼 느껴진다"고 묘사한 레이더스 같은 영화를 포함했다. 태스커는 특히, 역사적 배경을 무시하더라도 이 영화는 퀘스트, 여행, 그리고 세상에서 영웅의 위치에 대한 도덕적 감각의 발전에 관한 것이라고 언급했다.
태스커는 이 영화들이 일관된 도상학을 가지고 있지 않으며, 스톱 모션부터 디지털 이미지 및 3D에 이르는 세트 디자인과 시각 효과가 이 장르에서 특권적인 위치를 차지한다고 썼다. 채프먼 또한 이 스타일이 액션과 시각적 스펙터클이 강조되는 서사에 일반적으로 적용된다고 언급했다. 그는 검객 영화, 영국 제국 영화, 선정적인 첩보 스릴러, 신화 판타지 영화를 모험 영화 장르의 일부로 포함했다.
1970년대에 모험 장르에 대해 쓰면서, 제프리 리처즈는 "검객이 움직이고 보이는 방식이 그가 말하는 것만큼 중요하기 때문에, 우리는 작가와 감독만큼 미술 감독, 의상 디자이너, 펜싱 마스터, 스턴트 연출가, 촬영 감독, 배우를 봐야 한다. 검객은 진정 그들 모든 작품의 총합이다."라고 말했다.
액션과 모험은 종종 함께 영화 장르로 사용되며, 심지어 서로 바꿔서 사용되기도 한다. 테이브스에게 그는 모험 영화가 "액션 그 이상"이며 "신체적 도전을 넘어" "도덕적, 지적 풍미"에 의해 고양된다고 말하면서 스타일을 비교했다.

## 역사
영화 장르가 될 영화 제작 형식은 토머스 에디슨이 1890년대 후반 키네토그래프를 고안하기 전에 대부분 다른 매체에서 정의되었다. 모험물과 같은 장르는 문학으로 발전했다.
초기 할리우드 영화에서 초기 모험 영화는 원작 이야기뿐만 아니라 모험 이야기, 잡지, 민담과 같은 인기 있는 미디어의 각색이기도 했다. 영화는 솔로몬 왕의 동굴 (1885년), 그녀 (1887년), 보물섬 (1883년)과 같은 모험 이야기에서 각색되었다.
태스커는 액션과 모험 영화 모두 역사적 진화 연대기에 저항한다고 설명했다. 두 장르 모두 자기 참조적이며 호러부터 역사 제국주의 모험까지 다양한 장르의 관습을 따르고 있다. 테이브스는 검객이나 해적을 주제로 한 모험 영화가 종종 유머러스하며, 패러디되더라도 여전히 인기를 유지했다고 보았다.
액션과 모험 시나리오가 있는 많은 무성 영화가 1910년대와 1920년대 무성 영화에서 번성했다. 이 영화들은 위협적이거나 환상적인 세계를 보여주는 데 중요한 정교한 시각 효과를 필요로 했다. 이 영화들은 종종 해저 2만리 (1916년) 및 잃어버린 세계 (1925년)와 같은 소설에서 서사를 가져왔다. 유명한 책의 각색 외에도, 태스커는 이 영화들의 매력이 효과가 풍부한 장면에 있다고 말했으며, 잃어버린 세계를 "효과 중심 모험 영화의 이정표"라고 평했다. 기술적 효과 외에도, 더글러스 페어뱅크스의 로빈 후드 (1922년)와 같은 모험 영화는 전투 장면과 성 재현에 150만 달러라는 기록적인 제작비를 들여 관객에게 다양한 모험 스펙터클을 제공했다.
태스커는 《잃어버린 세계》(1925년)가 아마도 정글 모험 영화의 흐름을 시작했으며, 이는 유사하게 효과가 강한 유성 영화인 킹콩 (1933년)에서 확장되었다고 언급했다. 그녀의 킹콩 연구에서 신시아 어브는 여행 다큐멘터리와 정글 모험 전통의 관습을 모두 언급했다. 태스커는 이 영화들의 가장 잘 알려진 상영작은 타잔 캐릭터에 초점을 맞춘 것들이었으며, 1930년대 동안 메트로 골드윈 메이어 영화에 출연한 조니 와이즈뮬러의 성공과 함께 상업적으로 더 큰 성공을 거두었다고 썼다. 어브는 1930년대 이 영화들의 정글 이미지가 "악마적인 이미지"와 에덴적인 이미지 사이를 자주 오가는 것을 보여주었으며, 태스커는 그 시대의 정글 영화와 다른 모험 영화들이 이 배경들의 여행기적인 매력을 낭만적인 공간으로 확립할 것이라고 말했다.
고전 할리우드 영화 내에서, 다른 주요 스타일 중 하나는 역사 모험 영화였다. 이 영화들은 일반적으로 과거를 배경으로 하며, 검은 해적 (1926년)과 쾌걸 조로 (1920년)와 같은 페어뱅크스 영화에서 영감을 받았다. 이 영화들은 서부 영화나 전쟁 영화와 같은 다른 현대 장르보다 덜 강렬한 방식으로 폭력을 특징으로 한다. 특정 할리우드 스튜디오와 특별히 연관되어 있지는 않지만, 워너 브라더스는 에롤 플린이 출연하는 캡틴 블러드 (1935년), 차즈 오브 더 라이트 브리게이드 (1936년), 로빈 훗의 모험 (1938년)과 같은 인기 있는 역사 모험 영화 시리즈를 출시했다. 역사 모험 영화는 타이론 파워, 더글러스 페어뱅크스 주니어, 버트 랭카스터, 스튜어트 그레인저와 같은 다양한 남성 스타들이 출연하며 1950년대 중반까지 인기 있는 할리우드 장르로 계속되었다.
제국주의를 주제로 한 모험 영화는 1950년대에도 로케이션 촬영에 더 큰 비중을 두며 계속되었다. 아프리카에서 촬영된 흥행작 솔로몬 왕의 보고 (1950년)가 그 예이다. 아르고 황금 대탐험 (1963년)과 같은 1960년대 판타지 영화는 역사 모험의 세트 피스와 환상적인 장소를 특수 효과에 대한 새로운 강조와 결합했다. 1970년대에 이르러 삼총사 (1973년)는 역사 모험이 태스커가 "코믹하고 심지어 캠프적인 분위기"라고 묘사한 것과 확고하게 연관된 지점을 나타냈으며, 이는 이후 레이더스 (1981년), 미이라 (1999년), 캐리비안의 해적: 블랙 펄의 저주 (2003년)와 같은 영화에 영향을 미쳤다. 리들리 스콧 감독의 글래디에이터와 킹덤 오브 헤븐 (2005년)과 같은 몇몇 다른 영화들은 더 진지한 분위기를 띠었다.
1970년대 후반 이후, 액션과 모험 영화는 고예산 및 수익성 높은 할리우드 영화 및 프랜차이즈와 동의어가 되었다. 두 장르 모두 어려운 소재를 다루었지만, 1970년대 후반에는 스타워즈 (1977년)와 레이더스 (1981년)와 같은 영화를 통해 가족 중심 관객을 위한 모험 스타일로 변화했다. 스타워즈는 로프를 타고 휘두르며 광선검을 사용하는 제다이 기사와 같은 캐릭터가 검술과 검객 영화를 연상시키며 1970년대 영화의 재기하는 모험적 흐름을 보여준다. 태스커는 이것이 반지의 제왕, 해리 포터, 캐리비안의 해적과 같은 영화 시리즈를 통해 21세기까지 이어질 상업적으로 수익성 높고 문화적으로 보수적인 장르의 버전으로 이어졌다고 언급했다. 2018년 장르 분석에서 요한 회글룬드와 아그니에슈카 솔티시크 모넷은 현대 모험 형식이 모험 요소가 부차적으로 인식되는 트랜스 장르 작품에 자주 나타난다는 것을 발견했다. 그들은 탑건 (1986년), 고질라 (2014년), 론 서바이버 (2013년)와 같이 판타지 영화에서 SF 영화 및 전쟁 영화 장르에 이르는 영화들이 모두 전통적인 모험 서사를 따른다고 예시했다.

## 비평
모험 영화는 일반적으로 비평적 평가가 낮으며, 몇 가지 예외가 있다. 역사적으로 이 장르는 작가주의 영화로 여겨지지 않았다. 이 장르의 영화적 전통은 1960년대 이후 장르 영화에 대한 논쟁에서 사실상 배제되었다.
채프먼도 이 발언에 동의했다. 그는 몇몇 예외를 제외하고 모험 영화는 영화 평론가들에게 큰 호의를 얻지 못했다고 주장했다. "전통적인 영화 비평에서는 '좋은' 모험 영화가 거의 없다. 비평적 찬사를 받은 영화들은 대개 장르 영화로서의 지위 이외의 다른 이유로 그렇게 했다." 액션과 모험 영화가 상을 받으면, 종종 시각 효과와 사운드 편집과 같은 부문에서 수상한다. 태스커는 이것이 리처즈의 발언이 장르 작업에서 창의적인 노동이 주요 매력이라는 점을 반영한다고 보았다.

## 같이 보기
- 어드벤처 게임
- 여행 다큐멘터리